# Okres Nový Jičín
Der Okres Nový Jičín (deutsch Bezirk Neu Titschein) ist ein Bezirk im Moravskoslezský kraj in Tschechien. Die Okresy sind größenmäßig vergleichbar mit den Landkreisen in Deutschland, die Bezirksverwaltungen wurden zum 31. Dezember 2002 aufgelöst.
Seit dem 1. Januar 2007 gehören die Stadt Klimkovice sowie die Gemeinden Olbramice, Vřesina und Zbyslavice zum Okres Ostrava-město.
Der Bezirk liegt im südlichen Teil des Industriegebietes des Großraum Ostrava und erstreckt sich vom Kuhländchen bis zu den Oderbergen. Mit 882 km² gehört er zu den kleineren Bezirken mit 53 Gemeinden, davon neun Städten. 65 Prozent der Fläche werden landwirtschaftlich genutzt. Im Okres Nový Jičín leben 151.814 Menschen (Stand 1. Januar 2023).

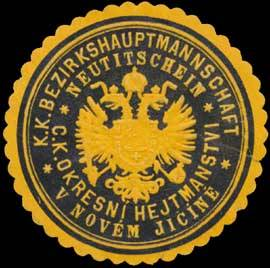
Siegelmarke C.K. Okresní hejtmanství v Novém Jičíně / Bezirkshauptmannschaft Neutitschein

Die Region ist reich an Naturrohstoffvorkommen vor allem für die Bauindustrie sowie einem kleinen Schwarzkohlevorkommen. In den Städten konzentriert sich die Industrie in den Bereichen Automobilzulieferer, Maschinenbau und Nutzfahrzeugherstellung.
Der Bezirk entstand 1868 im Zuge der Reform der Verwaltungsgliederung. Damals saß die Bezirkshauptmannschaft (tschechisch Okresní hejtmanství v Novém Jičíně), leitendes Bezirksgremium, in Neutitschein.

## Sehenswürdigkeiten
Novojičínsko ist eine Region mit guten Bedingungen für den Fremdenverkehr. Die schönsten Sehenswürdigkeiten sind
- Historische Denkmalreservate in Städten Nový Jičín, Štramberk und Příbor
- Städtische Denkmalzonen in Fulnek, Bílovec und Odry
- Schloss Žerotínský zámek in Nový Jičín mit einer Sammlung historischer Denkmäler.
- Unter dem Turm der Burg Trůba bei Štramberk findet man eine einmalige Ansammlung von alten Holzhäusern.
- Technisches Automobilmuseum Tatra in Kopřivnice.
- Eisenbahnwagenmuseum in Studénka
- Ausstellung der Hutproduktion in Nový Jičín
- Naturparks Beskiden und Poodří
- Kurstadt in Klimkovice

## Städte und Dörfer
Albrechtičky (Kleinolbersdorf) – Bartošovice (Partschendorf) – Bernartice nad Odrou (Barnsdorf) – Bílov (Bielau) – Bílovec (Wagstadt) – Bítov (Bittau) – Bordovice (Bordowitz) – Bravantice (Brosdorf) – Frenštát pod Radhoštěm (Frankstadt unterm Radhost) – Fulnek – Heřmanice u Oder (Großhermsdorf) – Heřmánky (Kleinhermsdorf) – Hladké Životice (Seitendorf b. Zauchtel) – Hodslavice (Hotzendorf) – Hostašovice (Hostaschowitz) – Jakubčovice nad Odrou (Jogsdorf) – Jeseník nad Odrou (Deutsch Jaßnik) – Jistebník (Stiebnig) – Kateřinice (Kattendorf) – Kopřivnice (Nesselsdorf) – Kujavy (Klantendorf) – Kunín (Kunewald) – Libhošť (Liebisch)- Lichnov (Lichnau) – Luboměř (Laudmer) – Mankovice (Mankendorf) – Mořkov (Murk) – Mošnov (Engelswald) – Nový Jičín (Neutitschein) – Odry (Odrau) – Petřvald (Großpeterswald) – Příbor (Freiberg i. Mähren) – Pustějov (Petrowitz b. Botenwald) – Rybí (Reimlich) – Sedlnice (Sedlnitz) – Skotnice (Köttnitz) – Slatina (Schlatten) – Spálov (Sponau) – Starý Jičín (Alttitschein) – Studénka (Stauding) – Suchdol nad Odrou (Zauchtel) – Šenov u Nového Jičína (Schönau b. Neutitschein) – Štramberk (Strahlenberg) – Tichá (Tichau) – Tísek (Zeiske) – Trnávka (Trnawka) – Trojanovice (Troyersdorf) – Velké Albrechtice (Großolbersdorf) – Veřovice (Wernsdorf) – Vražné (Petersdorf b. Odrau) – Vrchy (Waltersdorf) – Závišice (Sawersdorf) – Ženklava (Senftleben) – Životice u Nového Jičína (Seitendorf b. Neutitschein)